# Gazownik Wawelno
Gazownik Wawelno – polski klub futsalowy z Wawelna, a wcześniej z Opola. W sezonach 2003/2004, 2004/2005 i 2007/2008 występował w I lidze. Klub występował także pod nazwami Agra-Marioss Opole i Marioss Opole. W sezonie 2003/2004 drużyna zajęła czwarte miejsce w ekstraklasie.